# San Benedetto Ullano
San Benedetto Ullano är en ort och kommun i provinsen Cosenza i regionen Kalabrien i Italien. Kommunen hade 1 504 invånare (2018).